# 관절돌기
관절돌기(關節突起, articular process)는 인체해부학에서 척추뼈의 척추뼈고리(arch)의 구조물로 척추뼈고리판(lamina)과 척추뼈고리뿌리(pedicle)가 만나는 위치에서 뻗어나오며, 위아래 1쌍씩 좌우에, 총 4개가 있다. 관절돌기는 척추뼈를 다음 척추뼈와 연결하는 역할을 하며, 척주를 안정적으로 유지한다.
- 위관절돌기는 위로 뻗으며, 관절면은 뒤쪽 안쪽을 향한다.
- 아래관절돌기는 아래로 뻗으며, 관절면은 앞쪽 바깥쪽을 향한다.

관절면을 구성하는 연골은 유리연골(hyaline cartilage)이다.

## 추가 이미지

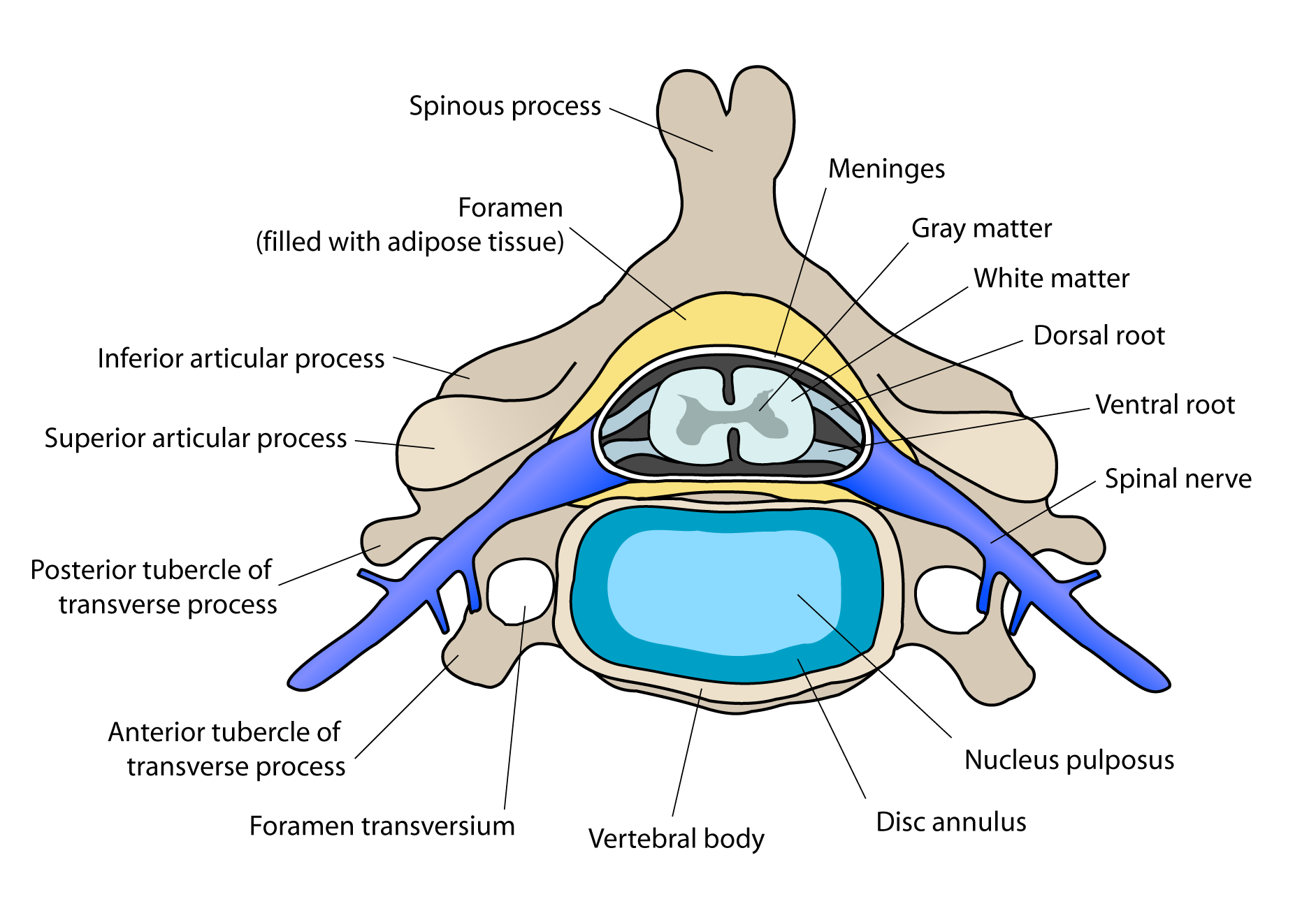
목뼈
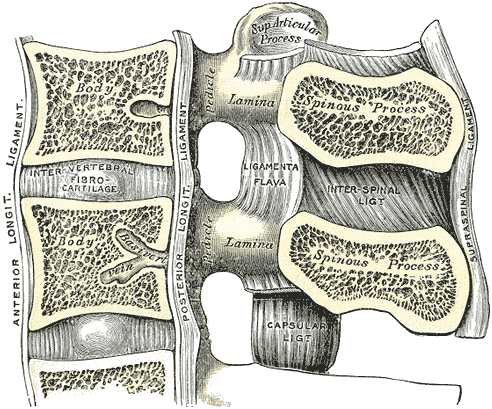
허리뼈와 그 인대의 정중시상단면

## 같이 보기
- 돌기사이관절